# Otoyol 52
Die türkische Autobahn Otoyol 52 (türkisch Adana – Şanlıurfa Otoyolu, kurz O-52) verbindet die Städte Adana und Şanlıurfa. Die Autobahn ist beidseitig dreispurig ausgebaut und wurde zwischen 1993 und 1996 bis Gaziantep errichtet, ab 2006 wurde eine Verlängerung der Straße bis Şanlıurfa gebaut.
Zur Autobahn führen 5 Zubringer, die jeweils zwei Spuren je Richtung aufweisen.
Die Autobahn soll in Zukunft über Mardin nach Silopi zur türkisch-irakischen Grenze verlängert werden.